# Nycteris parisii
Nycteris parisii é uma espécie de morcego da família Nycteridae. Pode ser encontrada nos Camarões, Etiópia e Somália.